# Municipio de Union (condado de Luzerne)
El municipio de Union  (en inglés: Union Township) es un municipio ubicado en el condado de Luzerne en el estado estadounidense de Pensilvania. En el año 2000 tenía una población de 2.100 habitantes y una densidad poblacional de 40.7 personas por km².

## Geografía
El municipio de Union se encuentra ubicado en las coordenadas 41°12′00″N 76°09′59″O / 41.20000, -76.16639.

## Demografía
Según la Oficina del Censo en 2000 los ingresos medios por hogar en la localidad eran de $45,136 y los ingresos medios por familia eran $47,321. Los hombres tenían unos ingresos medios de $36,486 frente a los $21,806 para las mujeres. La renta per cápita para la localidad era de $18,323. Alrededor del 7,8% de la población estaban por debajo del umbral de pobreza.